# 蛛丝毛蓝耳草
蛛丝毛蓝耳草（学名：Cyanotis arachnoidea）是鸭跖草科蓝耳草属的植物。分布于老挝、越南、台灣、印度、斯里兰卡、柬埔寨以及中国大陆的广西、贵州、福建、海南、江西、云南、广东等地，生长于海拔1,100米至2,700米的地区，见于溪边、山谷湿地及湿润岩石上，目前尚未由人工引种栽培。

## 别名
珍珠露水草（云南曲靖），露水草、鸡冠参（昆明）